# 1949 في الهند
فيما يلي قوائم الأحداث التي وقعت خلال عام 1949 في الهند.

## أفلام
من الأفلام التي صدرت هذه السنة في الهند:
- 1 يناير – بارسات من إخراج راج كابور.

## مواليد

### يناير
- 13 يناير – راكيش شارما

### مارس
- 13 مارس – صلاح الدين قادر تشودري

### مايو
- 18 مايو – فريدة جلال ممثلة هندية.[1]

### يوليو
- 10 يوليو – سونيل غافاسكار

## وفيات

### مارس
- 2 مارس – ساروجينى نايدو (مواليد 1879)[2]

### نوفمبر
- 15 نوفمبر – ناتهورام جودسي (مواليد 1910)[3]

### ديسمبر
- 13 ديسمبر – شبير أحمد العثماني (مواليد 1886) سياسي هندي.
- 29 ديسمبر – هنري مكماهون (مواليد 1862) دبلوماسي من المملكة المتحدة.[4]